# Kepenuhan Barat Sungai Rokan
Kepenuhan Barat Sungai Rokan is een bestuurslaag in het regentschap Rokan Hulu van de provincie Riau, Indonesië. Kepenuhan Barat Sungai Rokan telt 2593 inwoners (volkstelling 2010).